# Abdul Hakim Ishaqzai
Abdulhakim Haqqani  (nacido en 1967), también conocido como Abdulhakim Ishaqzai, es un erudito y escritor islámico afgano que ha sido presidente del Tribunal Supremo de Afganistán en el Emirato Islámico de Afganistán desde 2021. También se desempeñó como presidente del Tribunal Supremo del Emirato Islámico de Afganistán entre 1996 y 2001. Fue presidente del equipo negociador de los talibanes en la oficina de Qatar. Es uno de los miembros fundadores de los talibanes y fue un estrecho colaborador del líder Mullah Mohammed Omar. En julio de 2025, la Corte Penal Internacional emitió órdenes de arresto contra Haqqani, acusado de maltrato a mujeres por parte de los talibanes en Afganistán.

## Estudios
Nació de Mawlawi Khudaidad en 1967 en el distrito de Panjwayi de la provincia de Kandahar, Afganistán. Se graduó en Darul Uloom Haqqania, un seminario islámico deobandi, en Pakistán, y enseñó allí durante un tiempo.

## Carrera
Además de enseñar en Darul Uloom Haqqania, también dirigió en algún momento su propio seminario islámico o madrasa en el área de Ishaqabad de Quetta, en la provincia de Baluchistán, Pakistán.
Durante el gobierno del primer emirato islámico, además de enseñar, también sirvió en el Tribunal de Apelaciones y en el Dar ul-Ifta Central. Tras el nombramiento de Hibatullah Akhundzada como Líder Supremo, Ishaqzai fue nombrado Presidente del Tribunal Supremo.
En septiembre de 2020, fue nombrado negociador jefe de los talibanes para las conversaciones de paz en Qatar con el gobierno de Afganistán, en sustitución de Sher Mohammad Abbas Stanikzai, quien se convirtió en su adjunto en el equipo negociador de 21 miembros.

## Procesos judiciales
El 20 de julio de 2023, fue sancionado por la Unión Europea (UE) debido a su papel instrumental como presidente del Tribunal Supremo en la implementación de políticas y la difusión de enseñanzas ideológicas destinadas a crear y justificar represiones basadas en el género contra las mujeres en Afganistán.
El 23 de enero de 2025, el fiscal jefe de la Corte Penal Internacional, Karim Khan, anunció la presentación de solicitudes de orden de arresto contra Abdulhakim Haqqani y el líder supremo Hibatullah Akhundzada. Está acusado de un crimen contra la humanidad, concretamente de persecución de mujeres y niñas, desde el regreso de los talibanes al poder en agosto de 2021. Los cargos alegan severas restricciones impuestas a las mujeres afganas, que incluyen prohibiciones a la educación, el empleo y la participación pública. Las órdenes fueron otorgadas por la Sala de Cuestiones Preliminares II de la CPI el 8 de julio.